# Tanghetto

Tanghetto en vivo en Milano junto a bailarines de tango (Expo 2013, Milán, Italia).

Tanghetto es un proyecto de neotango y electrotango argentino creado y liderado por Max Masri. Ganador del Premio Gardel de La Música y cinco veces nominado a los Grammy Latino. Su música es una fusión de tango argentino con diferentes estilos de música, inicialmente música electrónica. 
Durante su carrera, iniciada en 2003 en la ciudad de Buenos Aires, Tanghetto ha editado nueve álbumes de estudio, tres en vivo, un DVD y ha realizado decenas de giras internacionales en más de veinte países de América del Sur, América del Norte, Europa y Asia. Ha recibido numerosas nominaciones y premios, incluyendo cuatro nominaciones al Latin Grammy y ocho nominaciones al premio Gardel, de este último ganaron dos. La característica principal de su música, además del equilibrio de sonidos electrónicos y étnicos, es la fuerte presencia de melodía y estructura de la canción. [3]

## Historia
El grupo fue formado en 2003 por el compositor y productor Max Masri. La idea de Max Masri era hacer un grupo de tango instrumental con fuertes influencias de sonidos electrónicos. Invita a sumarse al compositor y multi intrumentista Diego Velázquez, quien era miembro del grupo 020. Su álbum debut, Emigrante (electrotango) fue editado a fines del año 2003, siendo nominado a los premios Grammy Latinos en el año 2004 y alcanzando finalmente ventas de platino en Argentina.
En 2004, los músicos de Tanghetto abordaron un proyecto paralelo también ideado por Max llamado "Hybrid Tango" el cual se convertiría en su segundo álbum de estudio (y también nominado a un Grammy Latino, en 2005). En Hybrid Tango, Tanghetto buscó "reinventar las fusiones que dieron origen al tango (payada, habanera, milonga), y mezclarlo con diferentes estilos musicales contemporáneos". A la fusión de electrónica y música de Buenos Aires suman el jazz, el flamenco, el candombe y otros estilos, englobándose en la corriente de "Tango Fusión" y "World Music".

En octubre de 2005 Tanghetto edita el álbum Buenos Aires Remixed, que incluye versiones de los temas "Enjoy the Silence" (de Depeche Mode) y "Blue Monday" (de New Order), ambos instrumentales y con arreglos y sonoridad de tango argentino.
Después de una serie de giras alrededor de Europa y América, incluyendo 19 fechas en México e importantes conciertos como el del Festival Internacional Cervantino en la ciudad de Guanajuato en 2007, la banda grabó su siguiente disco de estudio llamado El miedo a la libertad, que debe su título al ensayo clásico de Erich Fromm del cual Max era un gran admirador, El miedo a la libertad (1941). El álbum fue lanzado el primero de marzo de 2008 y en julio de 2009 recibió un Premio Gardel, el equivalente argentino al Grammy.
En noviembre de 2009 la banda edita el disco Más Allá del Sur, que incluye nueve temas nuevos y tres versiones. En marzo del 2011 sale el primer volumen de su álbum en vivo, llamado VIVO y a principios de 2012 el segundo (VIVO Milonguero). Ambos discos fueron registrados en distintas ciudades del mundo entre 2007 y 2010 y ambos recibieron nominaciones al Premio Gardel. VIVO Milonguero finalmente fue ganador del segundo Premio Gardel de la banda.
En 2012 Max cree es tiempo de editarIncidental Tango, un proyecto conceptual de Tanghetto que venían trabajando en los últimos años con la participación especial del pianista Aldo Di Paolo. Inician una gira que los llevará por varios países de Europa incluyendo por primera vez Polonia , Bulgaria y Rumania. En 2014 se edita Hybrid Tango II una secuela del legendario Hybrid Tango editado una década atrás. Ese año ya habían recorrido más de veinte países. Por 2014,durante la gira de Incidental Tango/Hybrid Tango II, Tanghetto tocó en importantes escenarios del mundo como el O2 Arena de Londres, la Feria de San Marcos en Aguascalientes, México, o el Mediolanum Forum de Milán, Italia (durante la Latinoamericando Expo 2013)
En septiembre de 2014, Hybrid Tango II logra la tercera nominación al Grammy Latino, el ganador de esta terna fue Rubén Blades. A principios del 2015 se ponen a grabar el álbum Progressive Tango,un álbum que explora un poco el tango progresivo con influencias de rock progresivo y este logra la sexta nominación a los Premios Gardel de la Música de Argentina para Tanghetto. En 2017 logran su séptima nominación a los Premios Gardel con un álbum grabado en vivo en el estudio llamado "Desenchufado" que es un compilado de diferentes temas de la trayectoria de Tanghetto en versiones más acústicas con sutiles toques de electrónica. En 2018 lanzan el disco "VIVO en Buenos Aires" y comienzan una gira que los llevara por el interior de Argentina, Europa y Estados Unidos, celebrando los 15 años del debut discográfico de Tanghetto y debutan en New York en el mítico Lincoln Center y cierran la gira en el CCK en La Ballena Azul con Pedro Aznar, Nito Mestre y Sandra Mihanovich de invitados. En mayo del 2020 en plena pandemia sacan el álbum "Reinventango" inspirado en la necesidad de reinventarse en Pandemia, la deconstrucción, lo transgénero y en homenaje a la comunidad Trans de argentina con el tema "Transtango". El álbum logró la octava nominación a los Gardel en mayo de 2021. Ese mismo mes sale Tanghetto plays Piazzolla que logra su cuarta nominación a los Grammy Latino. En 2023 editan el album de colaboraciones "Argentinxs" con varios invitados como Pedro Aznar, Fito Páez, Adriana Varela entre otros. 

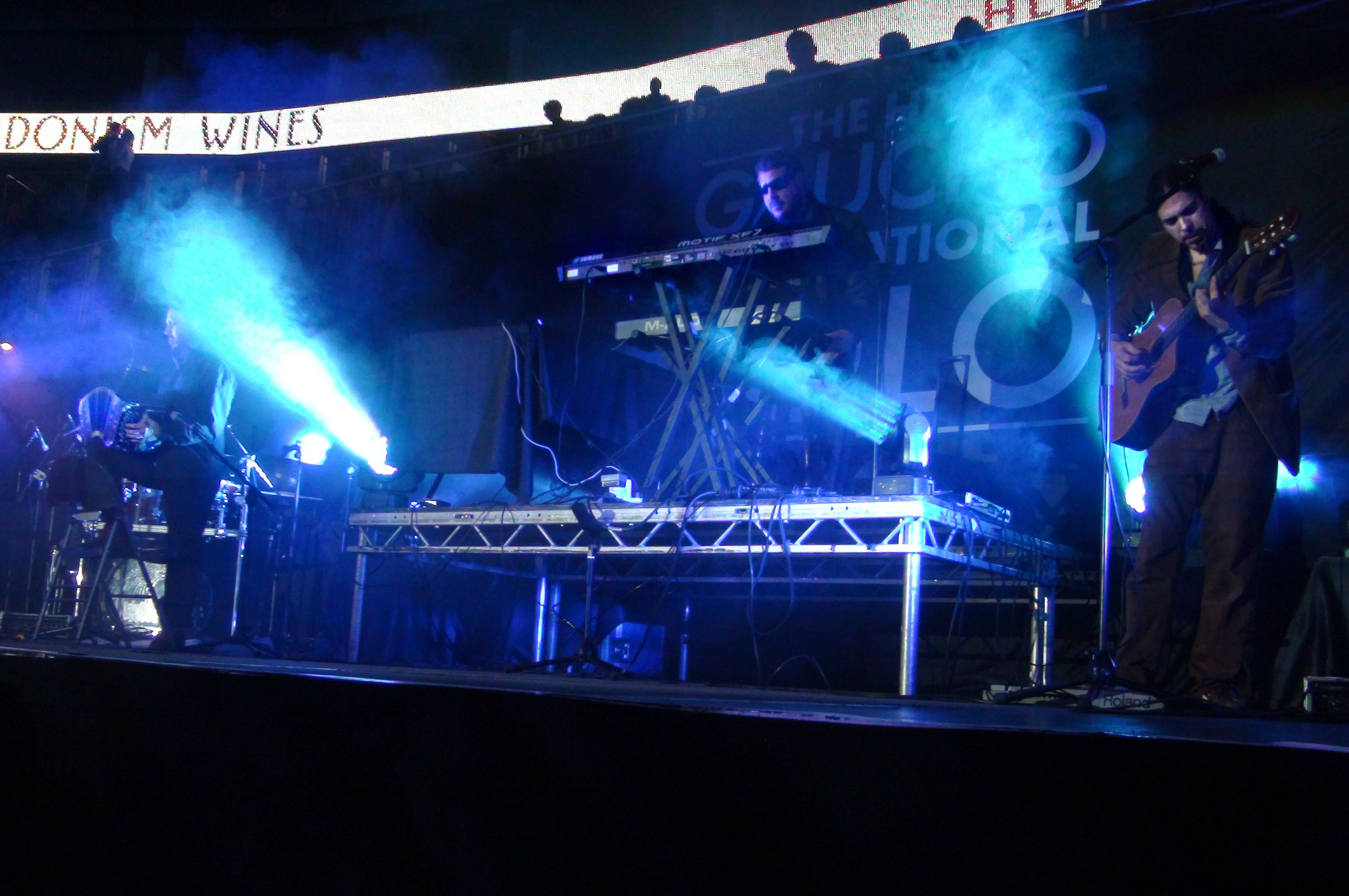
Tanghetto en vivo en Londres en el mítico O2 Arena, mayo de 2013.

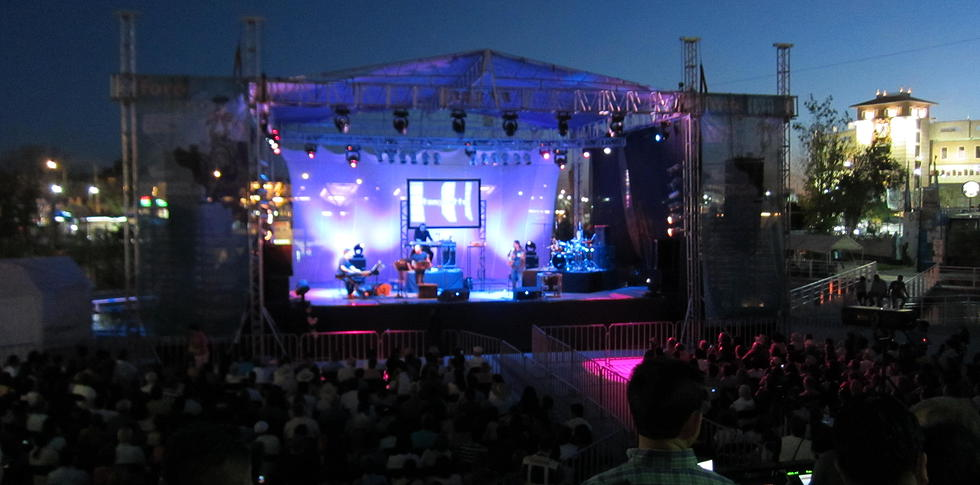
Tanghetto en vivo en la Feria de San Marcos, Aguascalientes, México.

## Músicos de la banda en vivo

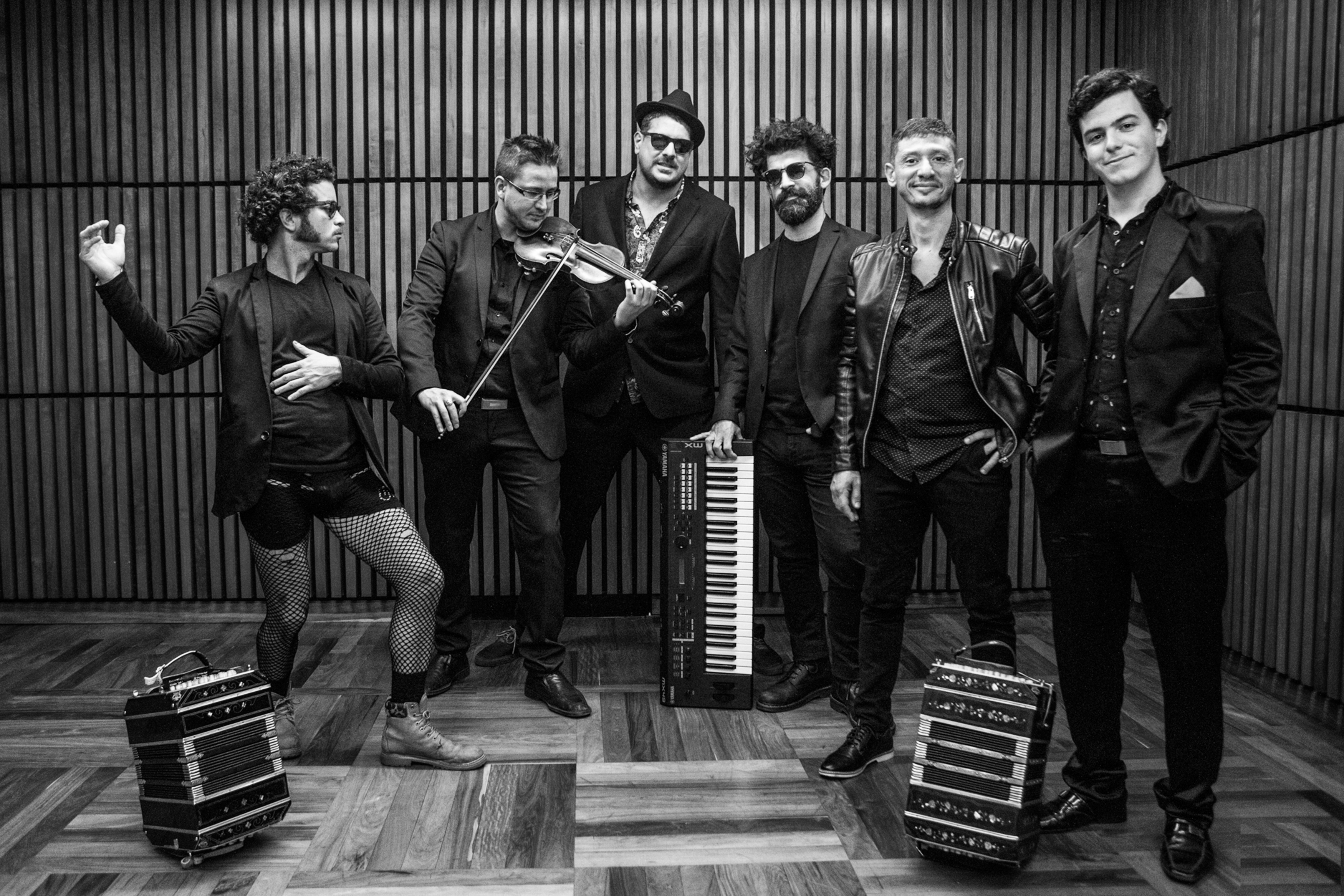
Tanghetto formación 2019

- Max Masri: voz, sintetizadores y programación, Dj
- Antonio Boyadjian: piano acústico y eléctrico
- Daniel Corrado: batería electrónica y acústica, percusión
- Joaquín Benítez: bandoneón
- Octavio Bianchi: violín
- Regina Manfredi: violonchelo

## Músicos que han participado
- Diego S. Velázquez: guitarra, bajo, sintetizadores, piano, co-composición y arreglos..
- Leandro Ragusa: bandoneón
- Chao Xu: violonchelo y erhu

## Discografía
- 2003: Emigrante (electrotango)
- 2004: Hybrid Tango'
- 2008: El miedo a la libertad
- 2009: Más Allá del Sur
- 2012: Incidental Tango
- 2014: Hybrid Tango II
- 2015: Progressive Tango l
- 2020: Reinventango
- 2021: Tanghetto Plays Piazzolla
- 2023: ARGENTINXS

## Ediciones especiales/En vivo
- 2005: Buenos Aires Remixed (álbum de remixes que incluye versiones de "Enjoy The Silence" y "Blue Monday")
- 2006: Live in Buenos Aires (DVD en vivo)
- 2008: Electrotango Sessions (álbum de estudio)
- 2010: VIVO (álbum en vivo grabado alrededor del mundo)
- 2011: VIVO Milonguero (álbum en vivo grabado alrededor del mundo)
- 2016: Desenchufado (reversiones desenchufadas de temas ya editados de Tanghetto)
- 2018:  VIVO en Buenos Aires (álbum grabado en vivo en Buenos Aires)

## Videografía
- 2005: "Tangocrisis" (del álbum Hybrid Tango)
- 2006: "Barrio Sur" (del álbum Hybrid Tango)
- 2006: "Biorritmo" (de un sencillo)
- 2006: "Montevideo" (del DVD Live In Buenos Aires)
- 2007: "Blue Monday" (del álbum Buenos Aires Remixed)
- 2007: "Mente Frágil" (del álbum Emigrante)
- 2007: "El Duelo" (del álbum Hybrid Tango)
- 2008: "Alexanderplatz Tango" (del álbum Emigrante)
- 2009: "Buscando Camorra" (del álbum El miedo a la libertad)
- 2010: "Tango Místico" (del álbum Más Allá del Sur)
- 2014: "Quien me quita lo bailado?" (del álbum Hybrid Tango II)
- 2021: “Himno Nacional Argentino”
- 2021: “Transtango” (del álbum Reinventango”)

## Premios

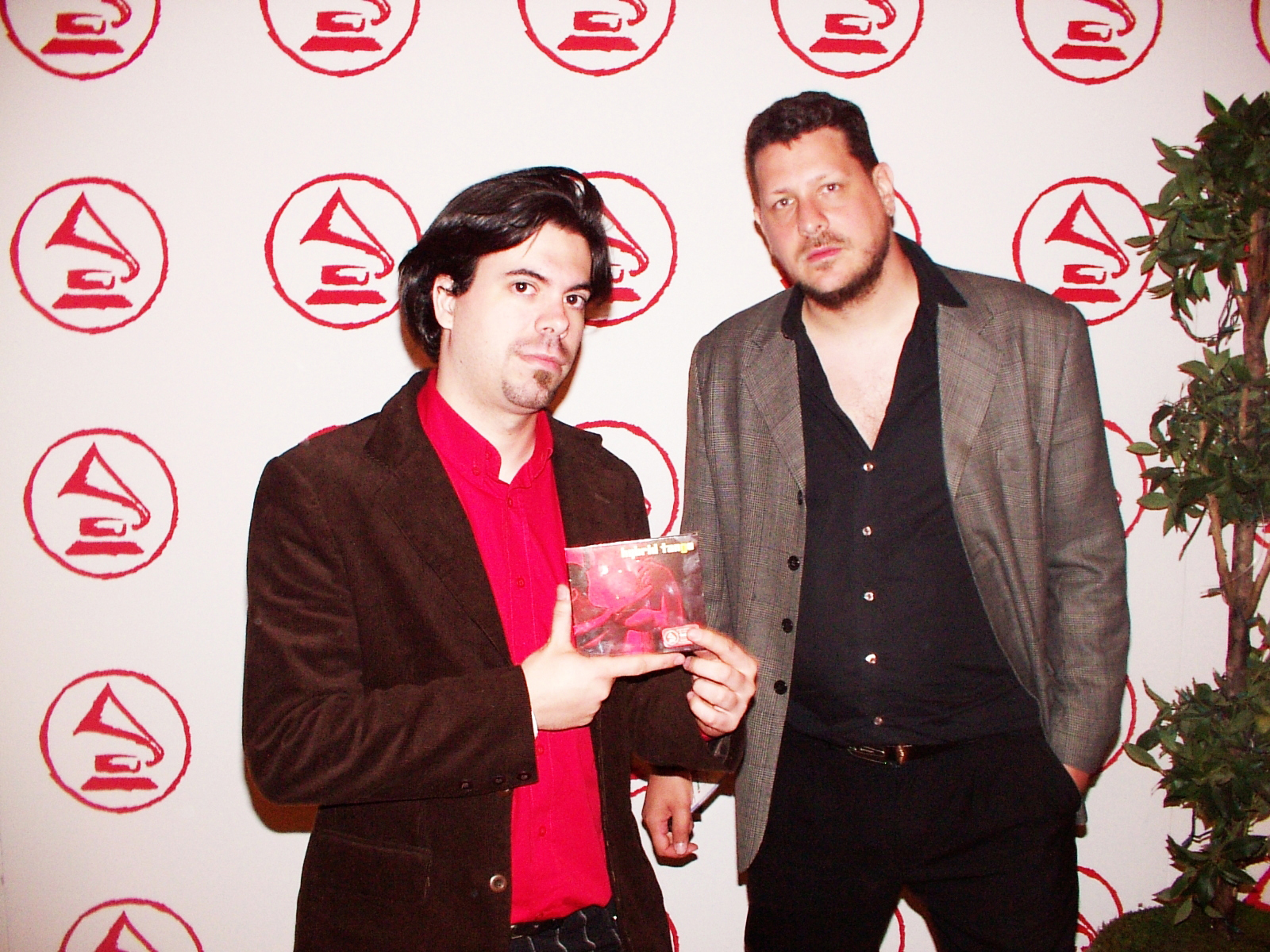
Diego S. Velázquez y Max Masri en la ceremonia de los Latin Grammy 2005, Los Ángeles.

Tanghetto fue nominado a los Premios Grammy Latinos por primera vez en 2004 en la categoría "Mejor Álbum Instrumental" con su disco "Emigrante (electrotango)". Hasta enero de 2024, todos los álbumes de estudio lanzados por la banda han recibido un premio o una nominación. En 2009 ganaron su primer Premio Gardel (Grammy argentino) con su disco El Miedo a la Libertad. Compitieron con algunos de los mejores artistas del mundo como Yo Yo Ma, Rubén Blades o El Quinteto Piazzolla. En 2021, Tanghetto fue nominado a "Mejor Orquesta de Tango" en los Premios Gardel, la primera vez que una banda de electrotango está nominada en lo que solía ser una categoría "solo para el tango tradicional". También en 2021, Tanghetto fue nominado por cuarta vez a los Latin Grammy por su álbum "Tanghetto plays Piazzolla", también la primera vez que la banda está nominada a ambos premios en el mismo año calendario. Argentinxs logró su quinta nominación al Grammy Latino.
| Año  | Álbum                     | Premio         | Categoría                                       | Resultado                              |
| ---- | ------------------------- | -------------- | ----------------------------------------------- | -------------------------------------- |
| 2004 | Emigrante (electrotango)  | Latin Grammy   | Mejor álbum instrumental                        | Nominado (premio otorgado a Yo-Yo Ma). |
| 2005 | Hybrid Tango              | Latin Grammy   | Mejor álbum de tango                            | Nominado                               |
| 2009 | El Miedo a la Libertad    | Premios Gardel | Mejor álbum de tango electrónico                | Ganador                                |
| 2010 | Más Allá del Sur          | Premios Gardel | Mejor álbum instrumental / fusión / World Music | Nominado                               |
| 2011 | VIVO                      | Premios Gardel | Mejor álbum de tango alternativo                | Nominado                               |
| 2012 | VIVO Milonguero           | Premios Gardel | Mejor álbum de tango alternativo                | Ganador                                |
| 2013 | Incidental Tango          | Premios Gardel | Mejor álbum de tango alternativo                | Nominado                               |
| 2014 | Hybrid Tango 2            | Latin Grammy   | Mejor álbum de tango                            | Nominado                               |
| 2016 | Progressive Tango         | Premios Gardel | Mejor álbum de tango alternativo                | Nominado                               |
| 2017 | Desenchufado              | Premios Gardel | Mejor álbum de tango alternativo                | Nominado                               |
| 2021 | Reinventango              | Premios Gardel | Mejor álbum de orquesta de tango                | Nominado                               |
| 2021 | Tanghetto Plays Piazzolla | Latín Grammy   | Mejor álbum de Tango                            | Nominado                               |
| 2023 | ARGENTINXS                | Latín Grammy   | Mejor álbum de Tango                            | Nominado                               |